# Volksparkstadion (Neuruppin)
Das Volksparkstadion ist ein Fußballstadion mit Leichtathletikanlage in der brandenburgischen Stadt Neuruppin. Es bietet den Zuschauern 5000 Steh- und 300 überdachte Sitzplätze. Es ist die Heimspielstätte des Sportvereins MSV Neuruppin.

## Geschichte
1936 entstand am heutigen Standort zunächst der Volkssportpark. Im Zentrum der Aktivitäten stand zunächst die Leichtathletik.
Im Rahmen des Nationalen Aufbauwerks erfolgte ab März 1959 der Ausbau zum Stadion. In rund 300.000 freiwilligen Arbeitsstunden errichteten etwa 500 freiwillige Helfer Traversen, die vom Neuen Deutschland 1967 mit einer Kapazität von über 12.000 Zuschauern angegeben wurden. Das neue Stadion der Freundschaft wurde am zehnten Tag der Republik, dem Staatsfeiertag der Deutschen Demokratischen Republik am 7. Oktober 1959, mit einer Sportschau mit Massengymnastik vor 15.000 Zuschauern eröffnet. Im Laufe der nächsten Jahre erhielt das Stadion eine Haupttribüne im Stil der ostdeutschen Moderne. Förderlich für die Ausbaubestrebungen erwies sich die in der Nähe stationierte Sowjetarmee, die sich sportbegeistert zeigte und die Neuruppiner unterstützte. Am Stadion wurde zudem eine Lenin-Statue errichtet, dessen Sockel aus rotem Granit von einem Denkmal Friedrich Wilhelms II. stammte, das 1828 von der Bürgerschaft auf dem Schulplatz aufgestellt und nach dem Zweiten Weltkrieg eingeschmolzen wurde.
Mit einer umfangreichen Sanierung des Stadions ab 1998 erhielt es den heutigen Namen und der Sockel des vorherigen Lenindenkmals kehrte an seinen Ursprungsort zurück, wo es eine Nachbildung des früheren Königsmonuments erhielt. Die durch Sponsoren finanzierten Umbauarbeiten am Stadion dauerten bis 2001 an und senkten die Kapazität von zuletzt 10.000 Zuschauer auf nunmehr 5300 Zuschauer. Zur Eröffnung nach der Sanierung spielten am 12. April 2001 die Schülernationalmannschaften Deutschlands und der Niederlande gegeneinander. Im Mai 2005 empfing der MSV Neuruppin den SV Babelsberg 03 im Volksparkstadion zum Finale um den Brandenburgischen Landespokal, das die Hausherren in der Verlängerung mit 2:1 gewannen und sich folgend für den DFB-Pokal qualifizierten. Das Spiel in der 1. Runde gegen den FC Bayern München wurde aus Kapazitätsgründen und auf Anraten des Deutschen Fußball-Bundes allerdings im Berliner Olympiastadion ausgetragen. Der bisherige Zuschauerrekord wurde am 29. Mai 2005 aufgestellt, als 4509 Besucher das Relegationsspiel zwischen dem MSV Neuruppin und Carl Zeiss Jena (0:2) sahen.
Zur Fußball-Europameisterschaft 2024 bezog die kroatische Nationalmannschaft ihr Quartier in Neuruppin und dem Volksparkstadion.

## Besondere Spiele

### FDGB-Pokal
| Datum           | Heimmannschaft           | Ergebnis | Gastmannschaft         | Zuschauer |
| --------------- | ------------------------ | -------- | ---------------------- | --------- |
| 24. August 1980 | BSG Electronic Neuruppin | 0:3      | BSG Chemie PCK Schwedt | n. b.     |

### U15-Länderspiel
| Datum          | Heimmannschaft  | Ergebnis | Gastmannschaft  | Zuschauer |
| -------------- | --------------- | -------- | --------------- | --------- |
| 12. April 2001 | Deutschland U15 | 0:1      | Niederlande U15 | 3000      |

### Bezirks- /Landespokalfinale
| Datum         | Sieger                     | Ergebnis  | Zweiter                       | Zuschauer |
| ------------- | -------------------------- | --------- | ----------------------------- | --------- |
| 19. Juni 1976 | BSG Stahl Oranienburg (BL) | 7:3       | SG Motor/Vorwärts Teltow (BL) | n. b.     |
| 25. Mai 2005  | MSV Neuruppin (OL)         | 2:1 n. V. | SV Babelsberg 03 (OL)         | 2443      |

## Ausstattung
Das Hauptstadion bietet eine überdachte Haupttribüne mit 300 Sitzplätzen. Weitere 300 Sitzplätze finden sich auf der Gegengeraden. Das Stadion verfügt ferner über Flutlicht, eine 400-Meter-Kunststoffbahn sowie eine Sprunganlage.
Neben dem Stadion wurden Beachvolleyball-Plätze, ein betonierter Mehrzweckplatz, ein Kunstrasen-Platz und drei weitere Fußballplätze angelegt.

## Verkehrsanbindung
Mit dem öffentlichen Personennahverkehr ist das Stadion per Bus und Bahn erreichbar. Etwa 250 Meter vom Stadion entfernt befindet sich die Bushaltestelle Stadion, an der die Linien 764, 770 und 779 halten.
Der nächstgelegene Eisenbahn-Haltepunkt Neuruppin Rheinsberger Tor ist fußläufig etwa 30 Minuten vom Stadion entfernt, allerdings auch durch die genannten Buslinien angebunden. Von hier fahren die Regional-Express-Züge der Linie 6 nach Wittenberge und über Hennigsdorf nach Berlin-Charlottenburg.
Per Auto ist das Stadion über die Bundesstraße 167 (B 167) südwestlich an die Neuruppiner Innenstadt und in gleicher Richtung über die Abfahrt Neuruppin (22) an die Autobahn 24 angebunden. In östlicher Richtung bindet die B 167 über die Abfahrt Finowfurt (12) an die Autobahn 11 und weiter nach Eberswalde an.